# Muhamed Hevaji Uskufi Bosnevi
Muhamed Hevaji Uskufi Bosnevi (bosniska: Muhamed Hevaija Uskufija Bosnevi, turkiska: Mehmet Hevayi Uskufi), född cirka 1600 i Dobrinja nära Tuzla, död efter 1651, var en bosniakisk poet och författare till Arebica-litteraturen.
Uskufi ses som författare till den första bosnisk-turkiska ordboken,  Magbuli 'ari som utgavs år 1632, och som är en av de tidigaste ordböckerna som skrev på bosniska. En handkopia från år 1798 hålls för närvarande i Sarajevos statsarkiv. Ordboken, skriven på vers, innehåller mer än 300 ordförklaringar och över 700 ord översatta mellan bosniska och turkiska.